# Люгер (ветроход)
Люгер или люггер (на английски: lugger; на френски: lougre) – тип дву-, понякога тримачтов ветроходен кораб.

## Описание на конструкцията
Отличително за люгерите е тяхната бързоходност. Във връзка с това те често са използвани за превоз на контрабандни товари през Ла Манша.
Родина на люгерите е Бретан. През 18 век двумачтовите люгери се наричали „шас-маре“ (на френски: chasse-marée – „ловци на приливите“) и са използвани по преимущество от френските морякаци. Тези съдове имат кръгла кърма, нямат палуби и тяхната дължина не превишава 15 метра. На двете мачти на „шас-маре“ има само по едно люгерно (рейково) ветрило. На мястото на съединяване на кила с форщевня се разполага фокмачтата, гротмачтата, намираща се в средата на корпуса на съда, е силно наклонена назад. „Шас-маре“ нямат бушприт.
Тримачтовите люгери имат малко по-различна конструкция. Третата мачта се поставя на кърмата, зад която е издаден гика. Бушприта е разположен почти хоризонтално. Тримачтовите люгери имат палуба, транцева кърма и носят няколко ветрила. Във ветрилното въоръжение на военните люгери заедно с люгерните ветрила и марселите има също брамсели, поставяни на „летящо“ удължение на стълбовия топа на мачтата, а също и 1 до 3 стаксела.

## Използване на съда
Във френския военен флот люгерите са въведени през 1760 г..
В състава на Руския императорски флот съдовете от този тип има през първата половина на 19 век и са използвани в голямата си част за куриерска служба. Голямата част от люгерите, влизащи в състава на флота, са или построени, или преоборудвани друг тип съдове в Русия, а един от люгерите е закупен в Англия.